# Пантікап
Пантікап (грец. Παντικάπην) — давньогрецька назва річки, що починається з Ріпейських гір і впадає в Борисфен
Згідно з географічною поемою  Діонісія Періегета, з Ріпейських гір випливали річки Алдеск і Пантікап.
Про річку Пантікап Геродот повідомляє наступне: «Тече він також з півночі і з озера, втікає ж він у Гілею, а минувши її, з'єднується з Борисфеном».
Гілею локалізують у південній частині спільної заплави Нижнього Дніпра та Конки, а також на суміжній ділянці лівобережжя (Олешшя) від міста Каховки до Кінбурнської коси.
Геродот щодо цього зазначає: «А як перейти Борисфен, то відразу ж перша від моря лежить Лісиста (Гілея) країна, а від неї вгору живуть скіфи-землероби.» 
Окремі вчені асоціюють Пантікап з Інгульцем, правою притокою Дніпра. 
Гілея також може бути Поліссям, Поліською низовиною, що охоплює північ України, південь Білорусі і захід Росії. Це зона лісів, про що, власне, і говорить сама назва області.
Враховуючи те, що Геродот описував лише великі річки, а також те, що за Діонісієм Періегетом ця річка бере початок з Ріпейських гір, то найбільш імовірно, що Пантікап — це стародавня назва річки Прип'ять, яка є найбільшою за площею басейну, довжиною і водністю права притока Дніпра.
Також існують версії що Пантікап - це річка Десна.
Російський археолог і історик Рибаков Б.О. в своєму історико-географічному аналізі "Геродотова Скіфія" ("Наука" 1979 р.) аргументовано припускає, що під річкою Пантікап Геродот мав на увазі Ворсклу.